# Георги Маджаров
Вижте пояснителната страница за други личности с името Георги Маджаров.
Георги Михайлов Маджаров е български адвокат, политик и дипломат, кмет на София (1925).

## Биография
Роден е на 28 март 1892 г. в Пловдив. Син е на политика Михаил Маджаров и брат на писателката Анна Каменова. Завършва класическия отдел на Първа софийска мъжка гимназия. През 1909 г. заминава за Париж, където учи право и финанси в Сорбоната и в Свободния университет. Владее няколко чужди езика. Участва като доброволец в Балканската и Междусъюзническата война. Постъпва в Школата за запасни офицери в Княжево и я завършва с чин подпоручик. Участва и в Първата световна война. Георги Маджаров е поручик в 4-ти армейски военнополицейски ескадрон. Награден е с орден „За храброст“ I степен. След войната е председател на Цензурната комисия. През 1920 г. е изпратен да управлява Българската легация в Лондон, а после е изпратен във Варшава, където създава първата българска легация в Полша.

## Политическа дейност
След преврата на 9 юни 1923 г. заема водещи позиции в Софийската организация на Демократическия сговор. През 1924 г. е назначен за помощник-кмет на кмета Паскал Паскалев, чието място по-късно заема след смъртта на Паскалев при атентата в черквата „Света Неделя“. В периода 10 юни – 13 ноември 1925 г. е кмет на София. През време на неговия мандат са удължени трамвайните линии до „Захарна фабрика“ и Подуяне по ул. „Шипка“, а тези до Княжево и Подуяне са удвоени.. Започва и строежът на трамвайния път от игрище „Юнак“ до Долни Лозенец. По настояване на Маджаров министърът на вътрешните работи и народното здраве Иван Русев внася в Народното събрание законопроект за построяване на Рилския водопровод, който е утвърден с указ на 10 юли 1925 г. Общината приема бюджет от 90 милиона лева за изграждането на участъка от с. Симеоново, където се предвижда хидравлична централа, до София, като се изгражда и 5-километрова дековилна линия до Симеоново за пренос на товари. Отсечката от водопровода е завършена на 26 октомври 1926 г.
На 31 август 1925 г. в Борисовата градина е открит първият събор на скаутите в България, на който присъства и Георги Маджаров като кмет на столицата. На петата конференция на градските кметове, проведена между 18 и 20 октомври 1925 г., е избран за председател на Съюза на българските градове.
На 13 ноември 1925 г. до сградата на Народния театър е застрелян от набедения за присвояване на общински средства и уволнен от Маджаров о.з. полковник Тома Томов – бивш управител на Софийската минерална баня, който след това се самоубива.
За увековечаване на паметта на Георги Маджаров баща му и близките му внасят в Българската търговска банка 35 000 лева и учредяват фонд на негово име, от който да се изплащат всяка година по 3000 лева на абитуриента с най-висок успех по математика от Първа софийска мъжка гимназия. Фондът съществува до 1948 г., когато се влива в държавния бюджет.

## Памет
На Георги Маджаров е наречена улица в квартал „Малинова долина“ в София (Карта).